# Corinna Mura
Corinna Mura (nacida como Corinna Wall; San Antonio, Texas, 16 de marzo de 1910 - Ciudad de México, 1 de agosto de 1965) fue una cantante de cabaret, actriz, y diseuse estadounidense. Tuvo un papel menor en la clásica película Casablanca como la mujer que toca la guitarra mientras canta "Tango Delle Rose" y "La marsellesa" en el Rick's Café Américain.

## Biografía
Mura nació en San Antonio, Texas en 1910. Cuando era niña, sus padres la formaron como soprano de coloratura. Cantó tres veces para el presidente Franklin D. Roosevelt. En 1944, Mura actuó en el exitoso musical de Broadway Mexican Hayride, de Cole Porter, y se la puede escuchar en dos números del álbum original de Decca. Fue madrastra del escritor e ilustrador Edward Gorey.

## Muerte
Murió en la Ciudad de México el 1 de agosto de 1965, a los 55 años, debido a un cáncer.

## Filmografía
| Año  | Título                 | Papel                 | Notas                                        |
| ---- | ---------------------- | --------------------- | -------------------------------------------- |
| 1942 | Call Out the Marines   | Zana Zaranda          |                                              |
| 1942 | Prisoner of Japan      | Loti                  |                                              |
| 1942 | Casablanca             | Cantante con guitarra | Sin acreditar                                |
| 1944 | Passage to Marseille   | Cantante              |                                              |
| 1945 | The Gay Senorita       | Corina                |                                              |
| 1947 | Honeymoon              | Senora Mendoza        |                                              |
| 1957 | The Helen Morgan Story | Guitarrista           | Sin acreditar (último papel cinematográfico) |